# Стефан (Линицкий)
Епископ Стефан (в миру Виталий Дмитриевич Сопов, после смены фамилии — Линицкий; род. 19 июля 1934, Сумы, Харьковская область) — епископ УАПЦ, епископ Апостольской православной церкви и Русской истинно-православной церкви.

## Биография

### Творческая деятельность
Родился 19 июля 1934 года в городе Сумы, в семье военнослужащего Д. В. Сопова. В юношестве принял фамилию матери — А. А. Линицкой.
С 1942 по 1955 год находился в лагере спецпереселенцев под Алма-Атой. После окончания Алма-Атинского театрально-художественного училища был направлен на обучение в Московский художественный институт имени В. И. Сурикова, который окончил в 1961 году (факультет книжной графики). Дипломная работа представляла собой серию иллюстраций к роману Ф. М. Достоевского «Братья Карамазовы». После окончания института два года преподавал в Калининском университете на факультетах подготовки учителей начальной и средней школы, в 1963—1965 годах — в Московском высшем художественно-промышленном училище.
Преподавательскую деятельность плодотворно сочетал с художественным творчеством и несением алтарного послушания в православных храмах. В последующие годы, вплоть до ухода на пенсию, Виталий Дмитриевич работал в Научно-техническом центре «ВНИИХИМПРОЕКТ» и на предприятии «Росглавигрушка».
Будучи ещё студентом Суриковки и избрав темой своего дипломного проекта иллюстрации к «Братьям Карамазовым» Ф. М. Достоевскому, Виталий Линицкий в процессе работы над ними постепенно начал беспокоиться о религиозном сознании, «обратился к теме Бога, а затем — и к Самому Богу». В результате уехал в Загорск, в Троице-Сергиеву Лавру, где, в 24-летнем возрасте, принял крещение и, параллельно с учёбой в институте, стал послушником. Впоследствии был переведён из монастыря на подворье в Переделкино. Хотел совсем остаться в монастыре, но духовник благословил его на служение в миру — в качестве религиозного художника.
Позже приобрёл квартиру на окраине Москвы, в районе Бибирево (на Шенкурском проезде).
Дебютировал в 1958 г. на 4-й выставке молодых художников города Москвы, в 1961 г. состоялась его первая персональная выставка. В 1970-х годах его полотна можно было видеть в маленьких зальчиках Московского объединённого комитета художников-графиков на Малой Грузинке, где было «прописано» большинство художников-нонконформистов. Входил в группу «Двадцать московских художников». Служил келейником и алтарником в нескольких московских храмах, например, в Крестовоздвиженском на Алтуфьевском шоссе. Живопись Линицкого связана с традициями религиозной живописи М. В. Нестерова, религиозно-мистической живописи Н. К. Рериха и А. Н. Авинова, близка постсимволизму С. В. Потапова, при этом отсылает исключительно к православной литургической и экзегетической традиции.
Постановка спектакля «Калигула» А. Камю (1983 г., режиссер — Йонус Вайткус) в каунасском Театре драмы была осуществлена в сценографии Виталия Линицкого.
В 2006 году издан первый сборник произведений Линицкого под названием «Свет Литургии» / Митр. Стефан (Линицкий): Цикл живописных работ «Божественная Литургия» (М.: «Гогла», 2006, 38 с.).
В 2018 г. издан альбом иллюстраций к Достоевскому, Данте, Гоголю, Л. Андрееву, С. Цвейгу и Акутагаве (изд. «Русскiй Мiръ», Москва) под назв. «Достоевский, мировая культура и религия в искусстве художника В. Линицкого: к 200-летию со дня рождения Ф. М. Достоевского (1821—1881).». Составитель Г. Б. Пономарева.
Также в 2019 г. издан альбом «Свет немеркнущий и преображающий: живопись, графика. К 85-летию художника В. Д. Линицкого. К 200-летию со дня рождения Ф. М. Достоевского».

### Церковная деятельность
Присоединившись к Истинно-Православной Катакомбной Церкви 11 декабря 1981 г. Виталий Дмитриевич был пострижен в монашество с наречением имени Стефан, а 9 января 1982 г. схимитрополитом Геннадием (Сикачем) рукоположен во иеродиакона. Священническую хиротонию Стефана (Линицкого) совершил 9 мая 1983 года епископ Ташкентский Варфоломей. В 1991 году иеромонах Стефан (Линицкий) был принят в сущем сане в клир Одесской епархии Русской Православной Церкви Заграницей, где служил в московском приходе домового храма св. Новомучеников и исповедников Российских в Старосадском переулке, некоторое время являлся настоятелем в Марфо-Мариинской обители в Москве и духовником Казачьего Енисейского Войска.
В 1996 году переходит в юрисдикцию Украинской Автокефальной Православной Церкви, где был поставлен архимандритом, а 17 декабря 1996 года в Тернополе владыками Мефодием (Кудряковым) и Иоанном (Модзалевским) рукоположен на епископа Санкт-Петербургского и Старорусского.
26 июня 1997 г. стал одним из основателей Российской Истинно-Православной Церкви, в которой получил титул епископа Дмитровского и вскоре был возведён в сан архиепископа.
В январе 2000 года стал одним из соучредителей Апостольской православной церкви, а 16 марта 2000 года был избран её Предстоятелем с титулом митрополита Московского. Однако исполнял данную должность чисто номинально.
14 июля 2003 г. участвовал в «Объединительном Архиерейском Соборе Истинно-Православной Церкви в России», которая позже сменила название на Православная российская церковь (Истинно-православная церковь). В соответствии с резолюцией данного собора, АПЦ стала автономной частью новой, объединённой Истинно-Православной Церкви (Р), однако такое решение не подтверждено в 2004 году большинством иерархов АПЦ.
После того, как в 2004 году было принято решение об окормлении общин по географическому признаку, Стефану в ИПЦ (Рафаила) был пожалован титул митрополита Крутицкого и Можайского.
В 2011 году принял участие в Соборе Казачьей Поместной Церкви, а 26 августа 2014 года объявил о выходе из состава ИПЦ (Р) и ограничении своей деятельности духовной опекой Томитанской митрополии Казачьей Поместной Церкви. Однако уже 19 сентября 2014 года присутствовал на Архиерейском Соборе ИПЦ (Р), где была решено информацию о душепастырской опеке и создании Казачьей Поместной Церкви считать яко не бывшей, и позволить митрополиту Стефану (Линицкому) присутствовать на казацком Соборе и изложить позицию ЦРО ИПЦ (видящая только возможность создания для казаков отдельной епархии, но не поместной церкви).